# Goffredo Bezzecchi
Goffredo Bezzecchi, detto anche Mirko o Mirco (Postumia Grotte, ottobre 1939), è un deportato rom italiano di Tossicia, sopravvissuto al Porrajmos / Samurdaripè. È stato il primo Rom italiano ad aver avuto un riconoscimento istituzionale, la Targa d'argento del Senato.

## Biografia
Goffredo Bezzecchi nacque a Postumia Grotte (Slovenia sud-occidentale) nell'ottobre 1939, da madre rom harvati e padre gagio (termine che in lingua romanes indica i non-rom), "sposati regolarmente in chiesa", primo di cinque figli. Il padre partì soldato quando Goffredo era ancora bambino e non fece più ritorno. Insieme alla madre e ai fratelli si trasferì dal nonno, fabbro ben visto dai contadini della zona, che in cambio dei lavori dava loro pane e patate.
Avvisati di scappare, perché quella notte sarebbero venuti a bruciargli la casa, fecero appena in tempo a vedere la casa in fiamme. Iniziarono una lunga fuga a piedi, fino a Udine, sotto i bombardamenti, aiutati dai contadini che li aiutavano con qualche pezzo di polenta o lasciandoli dormire a proprio rischio, nelle stalle.
A giugno del 1942 a Udine, anche Goffredo e la sua famiglia vennero catturati. Finirono alla Risiera di San Sabba, a Trieste, poi su un convoglio vennero deportati nel campo di Tossicia, diventato un campo di concentramento specifico per chiunque fosse riconosciuto come "zingaro". A Teramo, Goffredo e i suoi furono rinchiusi in baracche fetenti, in condizioni igienico-sanitarie miserevoli ed invivibili, pieni di pidocchi e affetti da tifo, patendo la fame e il freddo; gli furono rilevate le misure "antropometriche". Da lì vennero spostati a Lipari, in Sicilia, in un piccolo campo posto sotto la sorveglianza di una caserma di Carabinieri. All'invasione della penisola da parte della Wehrmacht, messi in guardia sul rischio di essere deportati, vennero fatti scappare. La famiglia Bezzecchi fuggì in montagna dove, aiutata da alcuni partigiani locali, riuscì a raggiungere l'Emilia e poi Genova. Qui i fratelli di Mirko, Mario e Joi Hudorovič, partecipano attivamente alla Resistenza. La zia Wilma invece, finita ad Auschwitz negli sperimenti di Josef Mengele, una volta tornata a casa dopo la guerra, rimase con disturbi psichici perenni.

## Targa del Senato
Il 6 aprile 2018, nel giorno della presentazione in Senato del rapporto annuale sulla popolazione rom in Italia da parte dell'Associazione 21 luglio in occasione della Giornata Internazionale dei Rom, Sinti e Caminanti - che ricorre l'8 aprile, Luigi Manconi, direttore dell'Ufficio Nazionale Antidiscriminazioni Razziali (UNAR) ed ex presidente della Commissione diritti umani del Senato, ha consegnato la targa come sopravvissuto al Porrajmos (il genocidio di dei sinti e rom nei campi di concentramento nazisti e fascisti) a Giorgio Bezzecchi, figlio di Goffredo Bezzecchi.